# لوكاس زلينكا
لوكاس زلينكا (بالتشيكية: Lukáš Zelenka)‏ هو لاعب كرة قدم تشيكي في مركز الوسط، ولد في 5 أكتوبر 1979 في براغ في جمهورية التشيك. شارك مع منتخب جمهورية التشيك تحت 20 سنة لكرة القدم ومنتخب جمهورية التشيك تحت 21 سنة لكرة القدم ومنتخب جمهورية التشيك لكرة القدم. أما مع النوادي، فقد لعب مع رويال أندرلخت وسبارتا براغ ومانيساسبور ونادي بودابست هونفيد ونادي فيسترلو.

## وصلات خارجية
- لوكاس زلينكا على موقع الاتحاد التشيكي (الإنجليزية)
- لوكاس زلينكا على موقع اتحاد تركيا (لاعب) (الإنجليزية)
- لوكاس زلينكا على موقع قاعدة بيانات كرة القدم.إي يو (الإنجليزية)
- لوكاس زلينكا على موقع ناشيونال فوتبول تيمز (الإنجليزية)
- لوكاس زلينكا على موقع Soccerway.com (الإنجليزية)